# Academia Antártica
La Academia Antártica fue una academia literaria reunida en la Lima virreinal durante la última década del siglo XVI y la primera del siglo XVII.
Su nombre denuncia afinidades clásicas y el propósito de reclamar la novedad y la leyenda ligadas al mundo americano. Su formación comprueba la transculturación europeo-americana y el interés por el cultivo de las letras, al cesar las turbulencias de la conquista y las guerras civiles.
Fundada, al parecer, por iniciativa de Gaspar de Villarroel y Coruña, estuvo presidida y sostenida por Antonio Falcón. A las reuniones asistían:
- Diego de Aguilar y Córdoba
- Cristóbal de Arriaga
- Diego Dávalos Figueroa
- Miguel Cabello Valboa
- Pedro de Carbajal
- Duarte Fernández
- Francisco de Figueroa
- Juan de Gálvez
- Diego de Hojeda
- Diego Mexía de Fernangil (Delio)
- Pedro de Montesdoca (o Montes de Oca)
- Pedro de Oña
- Luis Pérez Ángel
- Cristóbal Pérez Rincón (Criselio)
- Juan de la Portilla y Agüero
- Juan de Salcedo Villandrando
- Luis Sedeño

El elogio de estos y la ideología general de la academia constan en el semianónimo Discurso en loor de la poesía, compuesto, según se cree, por «una señora principal deste reyno», conocida como Clarinda, e incluido en la primera parte del Parnaso antártico (1608) de Mexía de Fernangil.